# Pterodroma defilippiana
Pterodroma defilippiana là một loài chim trong họ Procellariidae.
Đây là loài đặc hữu của Chile, nơi nó làm tổ trong quần đảo Juan Fernández (bao gồm cả Masatierra) và quần đảo Desventuradas. Môi trường sống tự nhiên của chúng là vùng biển mở và bờ đá.